# Ґріт Мюллер
Ґріт Мюллер (нім. Grit Müller, 6 червня 1972) — німецька плавчиня.
Призерка Чемпіонату світу з водних видів спорту 1991 року.
Призерка Чемпіонату Європи з водних видів спорту 1989 року.